# サーブ・9-2X
9-2X（ナイン・ツー・エックス）は、スウェーデンの自動車会社・サーブがかつて販売していた自動車である。

## 概要
サーブは2000年にゼネラルモーターズ (GM) の完全子会社となり、またGMは富士重工業にも資本参加し株式の20%を所有していたことから、「9-2X」が企画された。2代目スバル・インプレッサのバッジエンジニアリングモデルであり、生産は日本の富士重工業（現・SUBARU）群馬製作所矢島工場において行われていた。
インプレッサスポーツワゴン（GG系）をベースとしており、ボディ骨格、サイドドアおよび内装パーツ類は共通であるが、前後デザインは大きく変更されている。駆動方式は四輪駆動のみで、トランスミッションは5速MTと4速ATが用意されていた。エンジンは2.5リットルの自然吸気モデル（Linear）と2.0リットルのターボ搭載モデル（Aero）が存在した。富士重工業における生産は2004年中に開始され、2005年の生産台数であった8,000台は完売した。また、米国道路安全保険協会 (IIHS) による安全性能評価では最高評価を獲得していた。
2005年10月に富士重工業とGMの資本提携が解消されることが明らかとなり、9-2Xの生産は2006年モデル限りで中止となった。